# Peristeri (ciudad)
Peristeri ( griego : Περιστέρι, paloma) es un municipio griego, el más poblado de la periferia de Atenas Occidental y del área metropolitana de la Gran Atenas, ubicado a 5 km al noroeste del centro de la ciudad. Con una extensión de unos 10 km² (4 millas cuadradas), incluye la mitad norte de la Zona Industrial de Atenas. Sus calles principales son Ethnikis Antistaseos y P. Tsaldari.

## Transporte
Cuenta con tres estaciones del metro de Atenas.La primera abrió al público en 2004, llamada Aghios Antonios situada cerca de la  iglesia de Agios Antonios (San Antonio).A partir de 6 de abril de 2013 empezaron a funcionar 2 estaciones más Peristeri (al lado del ayuntamiento) y Anthoupoli (cerca de St. Thivon).La línea 2 comienza a partir de Peristeri.